# Locomotiva FS E.414
Le E.414 sono locomotive elettriche a corrente continua derivate dalla trasformazione di altrettante locomotive E.404 monocabina e monotensione, costruite in origine per gli ETR.500 della prima serie, allo scopo di riutilizzarle alla trazione di treni di carrozze ordinarie. Dopo la modifica sono state utilizzate per il servizio commerciale Frecciabianca e attualmente sono usate per i servizi InterCity.

## Storia

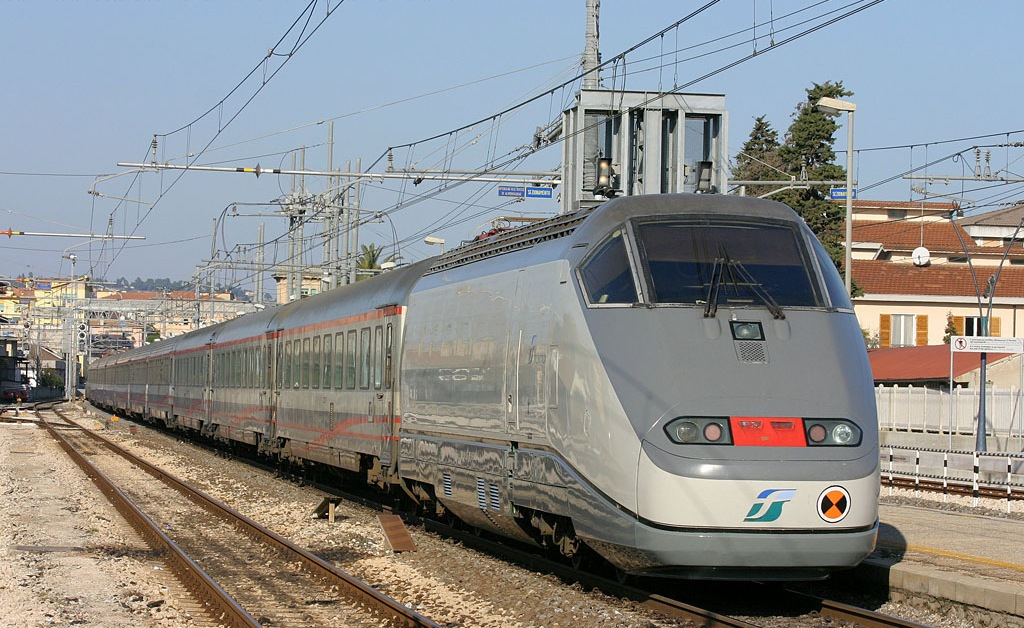
Una E.414 in livrea ESCI

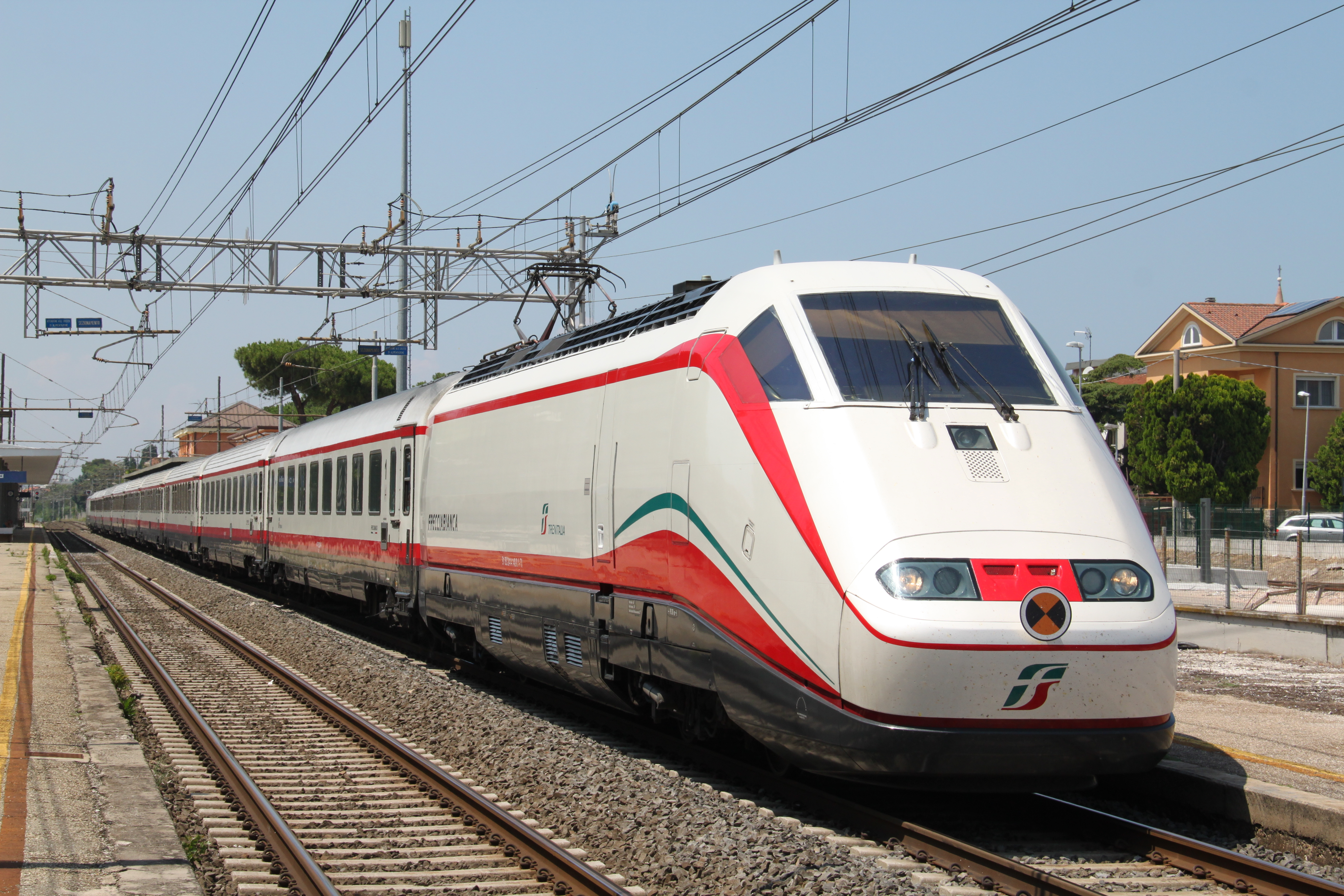
Una E.414 in livrea Frecciabianca alla stazione di Cattolica-San Giovanni-Gabicce

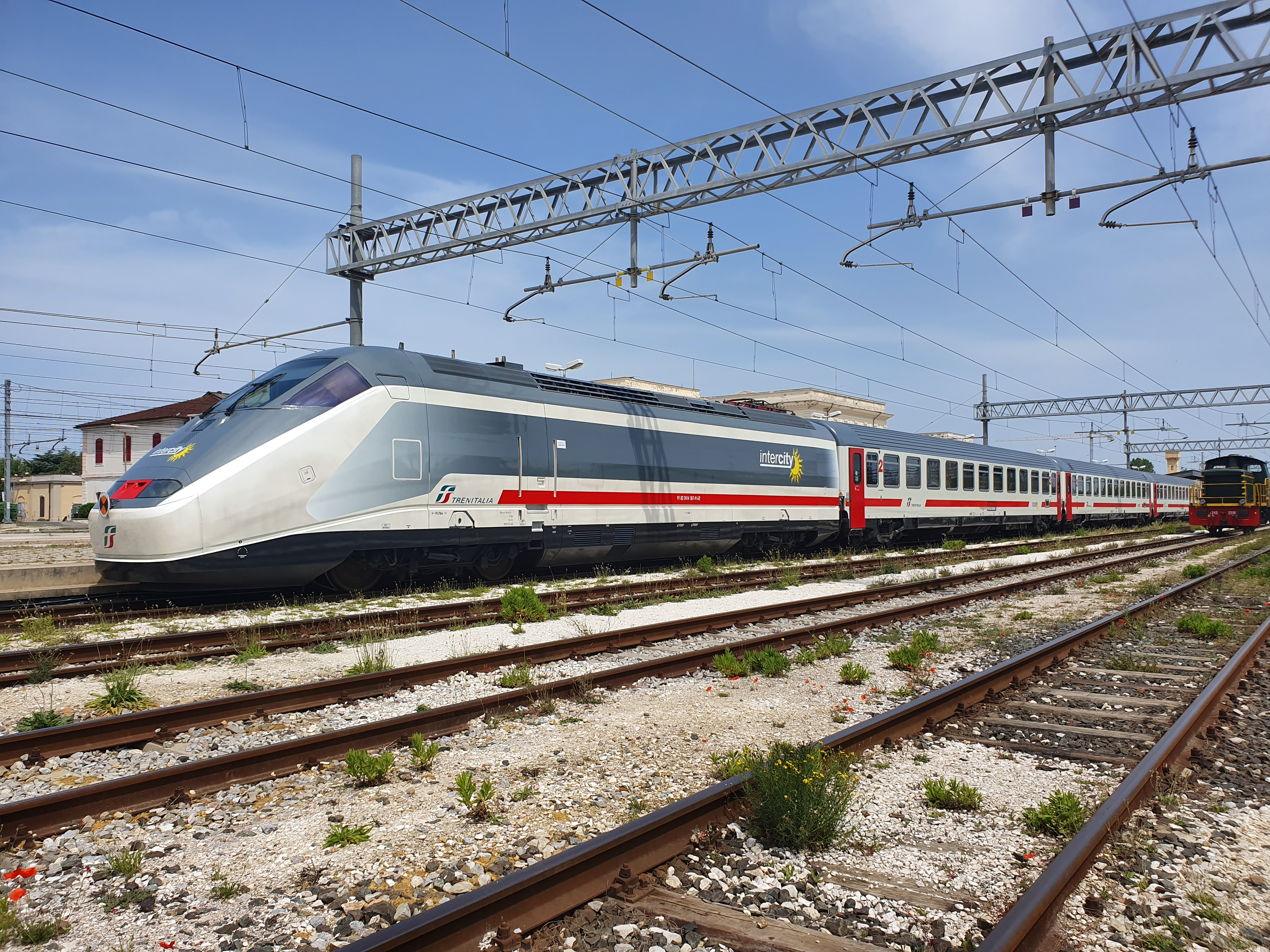
Locomotiva E.414 in livrea InterCity Sun

Nel maggio 1992 venne ordinato al consorzio di imprese TREVI un lotto di 30 treni AV, comportante la costruzione di 60 locomotive E.404.100-159 (serie E.404-100) funzionanti solamente a 3000 volt in corrente continua.
La decisione di elettrificare a corrente alternata a 25 kV le linee ad alta velocità determinò l'ordinazione, nel 1996, di un secondo lotto di 30 treni AV comprendenti 60 locomotive E.404 politensione in grado di circolare su reti a 3 kV c.c., 1,5 kV c.c. e 25 kV c.a. costituenti la serie E.404-500.
Al fine di consentire anche ai 30 convogli AV ordinati nel 1992 l'operatività sulle nuove linee a 25 kV c.a., nel 2002 sono state ordinate ulteriori 60 locomotive E.404 politensione (serie E.404-600) destinate a sostituire le locomotive E.404 monotensione di prima serie, impossibilitate a circolare su tali linee. Allo scopo di evitare l'accantonamento e quindi la demolizione delle locomotive E.404-100, che avevano pochi anni di vita operativa, è stata presa la decisione di operare una serie di contenute modifiche per trasformarle in motrici utilizzabili per servizi viaggiatori di pregio a velocità fino a 200 km/h, alla testa di carrozze viaggiatori di tipo tradizionale. Queste locomotive così modificate hanno assunto la denominazione E.414.
Le prime locomotive trasformate sono state le E.404.115 ed E.404.133, divenute E.414.115 ed E.414.133 e rientrate in servizio a gennaio 2007, seguite qualche mese più tardi dalle E.414.119 ed E.414.136. Le modifiche sono avvenute presso le officine O.G.R. di Foligno. Completati i lavori tutte le unità hanno preso servizio alla testa di carrozze ristrutturate.
Al termine della trasformazione le E.414 saranno 59: la E.404.112, coinvolta nell'incidente ferroviario di Acquaviva delle Fonti dell'ottobre 2005, è stata accantonata per la demolizione in quanto il telaio è risultato deformato e quindi inutilizzabile.
Le E.414 sono quindi state impiegate per servizi Eurostar City e Frecciabianca, rivestendone la livrea caratteristica; in seguito, con la progressiva dismissione del segmento Frecciabianca, sono gradualmente passate ai treni InterCity.

## Caratteristiche tecniche
La locomotiva è monocabina, quindi con un solo banco di guida, e può funzionare solamente con l'alimentazione elettrica in corrente continua. Il telaio è costruito in acciaio speciale ad alta resistenza su cui è montata la cassa in lega leggera. La testata aerodinamica è costruita in Kevlar.
La parte elettrica di potenza è ad azionamento trifase ottenuto mediante convertitore elettronico a GTO con raffreddamento ad olio. I motori sono del tipo asincrono trifase e sono montati sospesi alla cassa. La trasmissione del moto avviene mediante albero cavo doppio.
Il corretto funzionamento della locomotiva è controllato da un apposito sistema diagnostico.
La locomotiva è dotata dell'impianto di SCMT e ripetizione segnali del tipo FS a 9 codici, in cui è integrata.
Il sistema frenante prevede il freno ad aria compressa ed elettrico a recupero di energia o dissipativo su reostato.
La modifica da E.404 a E.414 ha richiesto prima di tutto lo spostamento, ad altezza normalizzata, del gancio di trazione e degli organi di repulsione, che dal lato della testata piana erano originariamente ribassati a 880 mm dal piano del ferro e pertanto non permettevano l'accoppiamento a vetture tradizionali.
È stata poi eseguita una serie di modifiche per la predisposizione al traino di carrozze per treni Eurostar City:
- modifiche al circuito ad alta tensione per erogazione del REC per il riscaldamento e condizionamento delle carrozze e per l'alimentazione dei gruppi convertitori statici dei rotabili rimorchiati;
- installazione delle prese REC femmina sulla testata piatta della locomotiva;
- installazione del TCN del tipo 18 poli

ed inoltre, a bordo della locomotiva:
- sostituzione dei gruppi statici per l'alimentazione degli ausiliari;
- installazione dell'SCMT;
- installazione CAB-RADIO GSM-R.
- Su 2 unità è stato installato il sistema ERTMS

Un'ultima modifica di tipo estetico ha riguardato la livrea con l'eliminazione del logo ETR.500 sulle fiancate ed il cambio dei colori della cassa e dell'imperiale realizzato con fasce a due tonalità di grigio e filetto rosso lungo la cassa (per l'utilizzo con carrozze Gran Confort dedicate ai servizi Eurostar City, che adottano livrea simile).
Alcune unità sono tuttavia rientrate in servizio alla testa di treni Eurostar City con la livrea d'origine.
Pur mantenendo i rapporti di trasmissione e lo sforzo massimo di trazione originali, la velocità massima di queste macchine è stata limitata a 200 km/h per compatibilità con la velocità massima delle carrozze.

## I rotabili rimorchiati
Nel periodo in cui furono ritirate 1500 carrozze per ristrutturazione ad alcune di esse del tipo Gran Comfort, Eurofima e UIC Z1 sono stati completamente rivisti gli interni e la livrea in vista della messa in esercizio delle E.414.
Le nuove carrozze e le nuove locomotive appena modificate hanno indotto dirigenti di Trenitalia a creare un nuovo servizio viaggiatori inizialmente chiamato EuroCity Italia (ECI) ma il nome non poté essere applicato poiché già in uso per i propri servizi ferroviari. Successivamente il nome Intercity Star non convinse del tutto.
Infine fu scelto il nome Eurostar City Italia.
Anche le livree delle carrozze sono state ulteriormente cambiate con l'applicazione di fasce di 2 toni di grigio alternate verticalmente e separate da una fascia obliqua trasversale rossa che ricorda il logo XMPR delle Ferrovie dello Stato.
Gli Eurostar City Italia, che dal 2011 hanno assunto la nuova denominazione commerciale Frecciabianca, sono stati impiegati sulle seguenti linee:
- Torino/Milano - Ancona - Pescara - Bari - Lecce/Taranto;
- Torino/Milano - Genova - Roma;
- Roma - Ravenna;
- Venezia - Lecce
- Ventimiglia - Milano[1]

Fino al marzo 2017, quando sono stati sostituiti definitivamente dai Frecciarossa per le relazioni Torino/Milano - Venezia - Udine/Trieste.
Nel 2012 è stata applicata una nuova livrea ai rotabili destinati al servizio Frecciabianca, caratterizzata da una fascia bianca che corre lungo la fiancata delle vetture per tutta l'altezza dei finestrini delle vetture, da una fascia orizzontale rossa sopra i finestrini e una fascia orizzontale a due tonalità di rosso posta al di sotto dei finestrini. La parte inferiore delle vetture e le carenature sono invece in grigio scuro.
A partire dalla fine del 2018, con la progressiva riduzione dei convogli dedicati al servizio Frecciabianca, le E.414 iniziano a ricevere la nuova cromia Intercity e ad essere assegnate a questa categoria di servizio. La prima unità a ricevere la nuova livrea è la E.414.136, uscita ufficialmente il 9 novembre..
Il 3 giugno del 2019 viene effettuato il primo servizio regolare con le E.414 in livrea Intercity Giorno. Nell'occasione le due macchine titolari, la E.414.133 e la E.414.125, mostrano anche il logo del segmento che trova spazio sui frontali e sulle fiancate. Sulla base di dati aggiornati a giugno 2024 solo una unità rivestiva ancora la livrea Frecciabianca, sebbene oramai priva dei loghi attribuiti a questa categoria di segmento.
Nel marzo 2024, le locomotive E.414.109 e 125 vengono presentate in una nuova livrea contraddistinta dai colori bianco e azzurro, la quale andrà progressivamente a sostituire la livrea InterCity Giorno introdotta nel 2017, secondo gli standard della nuova corporate identity aziendale attribuita a tale segmento. Al 2025 altre unità hanno subito il cambio di livrea, tra cui la E.414.128, rimasta l'ultima in livrea Frecciabianca.